# Карл Адольф фон Базедов
Карл Адольф фон Базе́дов (нім. Carl von Basedow; 1799—1854) — німецький лікар, відомий описом хвороби щитоподібної залози, названої на його честь.
Закінчив медичний факультет в університеті Галле і після підвищення кваліфікації в Парижі з хірургії з 1822 р. працював у Мерзебурзі окружним лікарем упродовж 32 років. Всесвітню славу Базедову принесла його робота з описом 4 випадків і чіткою клінічною характеристикою так званої мерзебурзької тріади (зоб, витрішкуватість, серцебиття). Хвороба, описана Базедовим, названа його іменем.